# 大塚保治 (美学者)
大塚 保治（おおつか やすじ、1869年2月1日（明治元年12月20日） - 1931年（昭和6年）3月2日）は、日本の美学者、東京帝国大学教授。夏目漱石との交友でも知られる。旧姓・小屋。

## 経歴
明治元年（1869年）上野国勢多郡木瀬村大字笂井（現・群馬県前橋市笂井町）に、小屋宇平治（卯平治）の次男として生まれる。兄・右兵衛は木瀬村長を務めた。現在の前橋市立笂井小学校、群馬県立前橋高等学校を卒業後に上京。旧制第一高等学校を経て、明治24年（1891年）に帝国大学文科大学（現・東京大学文学部）哲学科を卒業。明治28年（1895年）、東京控訴院長・大塚正男の長女である大塚楠緒子と結婚し、大塚姓になる（大塚家の養子となる）。妻・楠緒子は歌人、作家としても活躍した。
大学卒業後、東京専門学校文学科講師となりハルトマンの美学を講義。明治29年（1896年）より4年間ドイツ・フランス・イタリアに留学し、明治33年（1900年）帰国、東京帝国大学教授となり美学を講じた。東京帝国大学の美学講座を開いた初の日本人教授である。日本の美学研究の礎を築いた。明治34年（1901年）、文学博士。大正14年（1925年）、帝国学士院会員。昭和4年（1929年）定年退官、東大名誉教授となる。昭和6年（1931年）死去。墓所は雑司ヶ谷霊園。
楠緒子との息子にレーニンの著作集『カール・マルクス 他五篇』（岩波文庫）の翻訳をした大塚弘。後妻との娘は大内力に嫁いだ。

## 漱石との交遊
漱石の友人で『吾輩は猫である』に登場する美学者・迷亭のモデルとも言われる。
1910年に妻の楠緒子が早世したとき、漱石は「あるほどの菊投げ入れよ棺の中」という句を詠んだ。（『硝子戸の中』25）

## 著作
自身で著述を残さなかったので、死後その弟子らが『大塚博士講義集』（1933・1936年）を纏めた。論文に『ロマンチックを論じて我邦文芸の現況に及ぶ』（1902年）など。